# Adnan Ahmed
Adnan Ahmed (Urdu عدنان فاروق احمد, * 7. Juni 1984 in Burnley, England) ist ein englisch-pakistanischer ehemaliger Fußballspieler.
Ahmed ist momentan bei den Tranmere Rovers in der englischen Football League One aktiv. Zuvor spielte er bis zum Juni 2007 bei Huddersfield Town, wohin er 2003 gewechselt war.
Außerdem ist Ahmed in der pakistanischen Nationalmannschaft aktiv. Bei der Qualifikation zur Fußball-Weltmeisterschaft 2010 spielte er für sein Land gegen den Irak (0:7/0:0).